# Comandos de Teatro del Ejército Popular de Liberación

Los cinco comandos de teatro del ELP.

El Ejército Popular de Liberación usa un sistema de comandos de teatro (en chino: 战区; pinyin: zhànqū, lit. "región de guerra"). Actualmente existen cinco:
1. Comando de Teatro Oriental, con el cuartel general en Nankín
2. Comando de Teatro Meridional, con el cuartel general en Cantón
3. Comando de Teatro Occidental, con el cuartel general en Chengdu
4. Comando de Teatro Septentrional, con el cuartel general en Shenyang
5. Comando de Teatro Central, con el cuartel general en Pekín

## Historia
El Ejército Popular de Liberación fue organizado originalmente por las regiones militares. En julio de 1950, existían la Región Militar Noroeste, la Región Militar de China Norte, la Región Militar Noreste, la Región Militar Suroeste, la Región Militar de China Este y la Región Militar Centro-Sur.
En diciembre de 1954, las seis grandes regiones militares fueron reorganizadas en doce regiones: Shenyang (surgiendo de la Región Militar Noreste), Pekín, Jinan, Nankín, Cantón, Kunming, Wuhan, Chengdu, Lanzhou, Tíbet, Sinkiang y Mongolia Interior. Las antes Región Militar Noroeste, convertida en la Región Militar de Pekín, se transformó en el Comando de Guarnición Pekín-Tianjin. Debido a la tensión en el Estrecho de Taiwán, el Consejo de Estado ordenó la creación de la Región Militar de Fuzhou el 22 de abril de 1956. Incluyó los distritos militares provinciales de Fujian y Jiangsu, que antes formaron parte de la RM de Nankín. La RM de Fuzhou fue oficialmente creada el 1 de julio de 1956, con Ye Fei como su comandante y comisario político.
Las trece regiones militares establecidas en 1956 fueron reducidas a once a finales de la década de 1960. En 1967, las Regiones Militares de Mongolia Interior y Tíbet fueron degradadas e incorporadas a las Regiones Militares de Pekín y Chengdu.
Estas once regiones militares—Shenyang, Pekín, Jinan, Nankín, Cantón (incluyendo la isla de Hainan), Kunming, Wuhan, Chengdu, Lanzhou, Sinkiang y Fuzhou— fueron reducidas a siete entre 1985 y 1988. Desde ese entonces, los distritos militares activos incluyen la Región Militar de Lanzhou, incorporando la antigua Región Militar de Ürümqi; la Región Militar de Chengdu, incorporando la antigua RM de Kunming; la Región Militar de Nankín, incorporando la antigua RM de Fuzhou, la Región Militar de Pekín y la Región Militar de Shenyang. Finalmente, las Regiones Militares de Cantón y Jinan tienen partes de la antigua RM de Wuhan.
Las regiones militares están divididas en distritos militares, usualmente contiguos a las provincias, y subdistritos militares.
En enero de 2014, oficiales mayores del ejército chino revelaron que el ELP está proyectando reducir la cantidad de regiones militares de siete a cinco "áreas militares" que tendrán un comando conjunto entre las fuerzas terrestres, navales, aéreas y de misiles. Está planeado para cambiar el concepto de las operaciones, pasando de defensas esencialmente terrestres a movimientos coordinados entre todos los servicios, para establecer ofensivas aéreas y navales en el Mar de la China Oriental. Las regiones costeras de Jinan, Nankín y Cantón serán convertidas en tres áreas militares, cada una con un comando conjunto de operaciones, para proyectar su poder en el Mar Amarillo, el Mar de la China Oriental y el Mar de la China Meridional. Las cuatro otras regiones militares terrestres serán simplificadas en dos áreas militares enfocadas en organizar las fuerzas para operaciones. Este cambio tendrá lugar en los próximos cinco años.
En febrero de 2016, las siete regiones militares fueron reorganizadas en cinco comandos de teatro, como parte de la reforma militar de la República Popular China de 2015.

### Citas
1. ↑  «Archived copy». Archivado desde el original el 4 de noviembre de 2016. Consultado el 5 de agosto de 2016.
2. ↑  See Gucheng Li
3. ↑  Gucheng Li, A Glossary of Political Terms of the People's Republic of China, Chinese University Press, 1995, ISBN 9622016154, 534, citing Record of New China's Military Activities 1949-1959, 379.
4. ↑  Guacheng Li, 1995, ibid., 534, citing Record of New China, 411
5. ↑  Chapter 8, PLA Ground Forces, by Dennis J Blasko, in The People's Liberation Army as Organisation, RAND, CF182, 313
6. ↑  Starr, S. Frederick (4 de marzo de 2015). Xinjiang: China's Muslim Borderland (en inglés). Routledge. p. 130. ISBN 9781317451372.
7. ↑  Dennis J. Blasko, "PLA Ground Forces: Moving towards a Smaller, More Rapidly Deployable, Modern Combined Arms Force," The PLA as Organization, ed. James C. Mulvenon and Andrew N.D. Yang (Santa Monica, CA: RAND, 2002), 313.
8. ↑  China plans military reform to enhance its readiness - The-Japan-news.com, 2 January 2014
9. ↑  «解放军5大战区公布 习近平授军旗(图)_凤凰资讯». News.ifeng.com. Consultado el 24 de abril de 2019.